# Herzogtum Lauenburg
Herzogtum Lauenburg járás Schleswig-Holsteinben, Németországban.  Herzogtum Lauenburg Lübeck, Stormarn, Nordwestmecklenburg, Lüneburg, Harburg, Bergedorf, Ludwigslust-Parchim és Hamburg járásokkal határos. Lakosainak száma 197 264 fő (2019. október 31.).
A megyében több történelmi város is található, úgy mint Lauenburg, Mölln és Ratzeburg.

## Története
1876. július 1-jén a járás alakult a Szász–Lauenburgi Hercegségből mint a Porosz Királyság része.
1937. április 1-jén a hamburgi Geesthacht, néhány mecklenburgi és lübecki enklávé a járás részévé vált a Nagy-Hamburg törvény értelmében.

## Városok és községek
Önálló városok
| - 1. Geesthacht, (29.348) - 2. Lauenburg/Elbe, (11.591) - 3. Mölln, (18.642) | - 4. Ratzeburg, (13.837) - 5. Schwarzenbek, (14.890) - 6. Wentorf bei Hamburg (11.527) |

Ämter (Lau 1)

Térkép

| - 1. Amt Berkenthin - 2. Amt Breitenfelde (Mölln) - 3. Amt Büchen - 4. Amt Hohe Elbgeest - 5. Amt Lauenburgische Seen (Ratzeburg) - 6. Amt Lütau (Lauenburg/Elbe) - 7. Amt Sandesneben-Nusse - 8. Amt Schwarzenbek-Land (Schwarzenbek) |